# 신푸구 (푸순시)

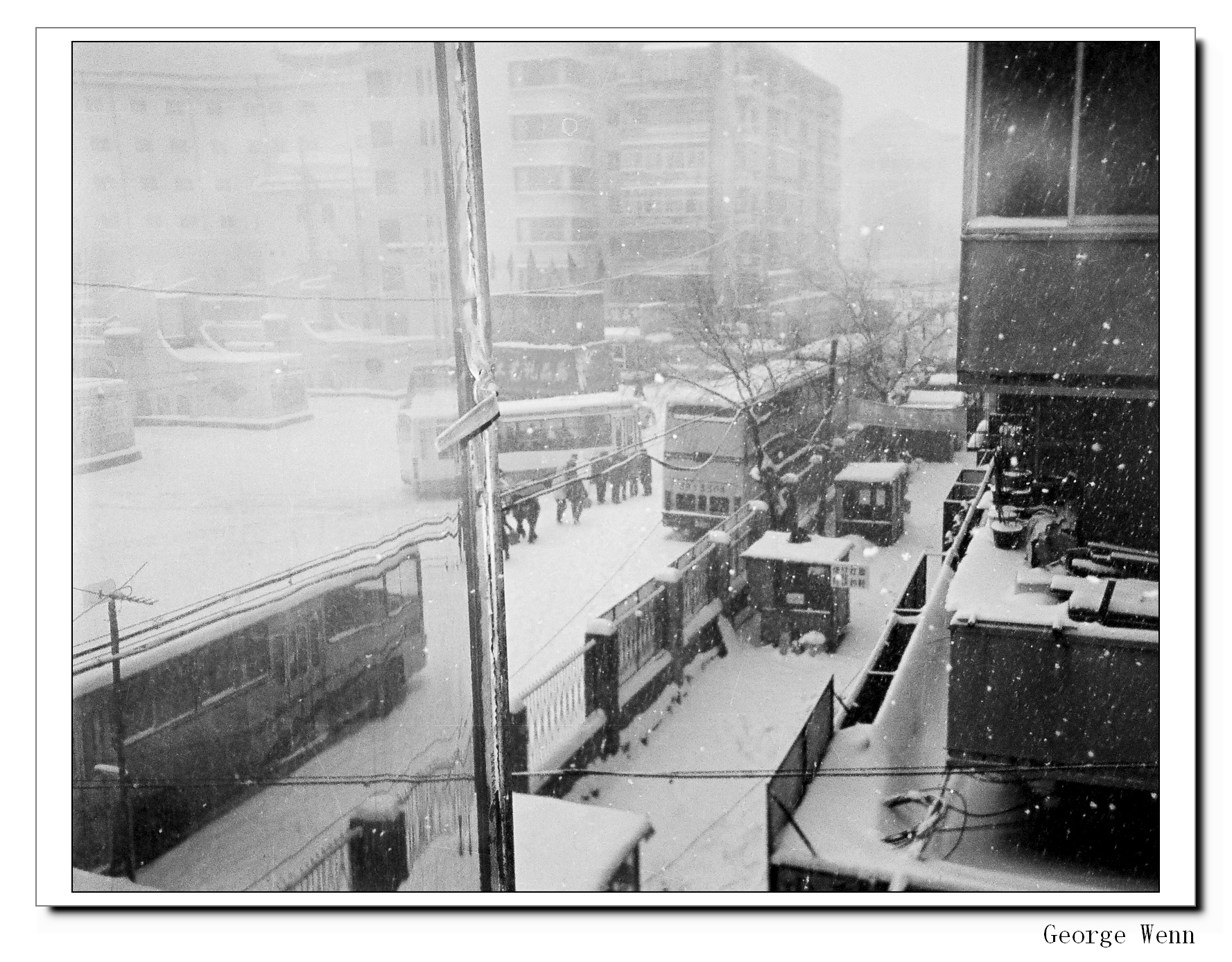

신푸구(한국어: 신무구, 중국어: 新抚区, 병음: Xīnfǔ Qū)는 중화인민공화국 랴오닝성 푸순 시의 행정구역이다. 넓이는 30km2이고, 인구는 2007년 기준으로 280,000명이다.

## 행정 구역
6개 가도를 관할한다.
- 가도: 街道办事处: 站前街道, 福民街道, 新抚街道, 永安台街道, 东公园街道, 榆林街.